# Campeonato Europeo de Judo de 1959
El VII Campeonato Europeo de Judo se celebró en Viena (Austria) el 9 de mayo de 1959 bajo la organización de la Unión Europea de Judo (EJU) y la Federación Austríaca de Judo.

## Medallistas

### Masculino
| Evento            | Oro                          | Plata                     | Bronce                                                |
| ----------------- | ---------------------------- | ------------------------- | ----------------------------------------------------- |
| –68 kg            | Coos Bonte · Países Bajos    | Mladen Mastela Yugoslavia | Matthias Schießleder RFA Erich Zielke RDA             |
| –80 kg            | Hein Essink · Países Bajos   | Paul Kunisch · Austria    | Dimitar Šijan Yugoslavia Alfred Träder RFA            |
| +80 kg            | Anton Geesink · Países Bajos | Franz Sineck RFA          | Enrique Aparicio España Josef Novotný Checoslovaquia  |
| Categoría abierta | Anton Geesink · Países Bajos | Nicola Tempesta · Italia  | Jean-Pierre Dessailly Francia Bernard Pariset Francia |
| 1.er dan          | Lionel Grossain Francia      | Jacques Le Berre Francia  | Manfred Mühl · RFA · Romano Polverari · Italia        |
| 2º dan            | Marcel Nottola Francia       | Franz Sineck RFA          | Gerhard Alpers · RFA · Pierre Brouha · Bélgica        |
| 3.er dan          | Michel Rabut Francia         | Gilbert Legay Francia     | Theodor Guldemont · Bélgica · Paul Kunisch · Austria  |
| 4º dan            | Henri Courtine Francia       | Claude Collard Francia    | Daniel Outelet · Bélgica                              |

## Medallero
| Núm. | País           | Oro | Plata | Bronce | Total |
| ---- | -------------- | --- | ----- | ------ | ----- |
| 1    | Francia        | 4   | 3     | 2      | 9     |
| 2    | Países Bajos   | 4   | 0     | 0      | 4     |
| 3    | RFA            | 0   | 2     | 4      | 6     |
| 4    | Austria        | 0   | 1     | 1      | 2     |
| 4    | Italia         | 0   | 1     | 1      | 2     |
| 4    | Yugoslavia     | 0   | 1     | 1      | 2     |
| 7    | Bélgica        | 0   | 0     | 3      | 3     |
| 8    | RDA            | 0   | 0     | 1      | 1     |
| 8    | Checoslovaquia | 0   | 0     | 1      | 1     |
| 8    | España         | 0   | 0     | 1      | 1     |
|      | TOTAL          | 8   | 8     | 15     | 31    |